# Френски южни и антарктически територии
Френските южни и антарктически територии (на френски: Terres australes et antarctiques françaises) са френска отвъдморска територия. Състоят се от архипелазите Кергелен и Крозе, островите Амстердам, Сен Пол и Разпръснатите острови (на френски: Îles Éparses) Европа, Глориосо, Хуан де Нова, Тромлен и Басас да Индия. Намират се в Индийския океан покрай френския сектор на Антарктида (Земя Адели). Отстоят на почти равно разстояние от Африка, Антарктида и Австралия. Главен град – Мартин дьо Вивие (о. Амстердам). Координати – 43°ю.ш., 67°и.д.

## География
Френските южни и антарктически територии включват:
- Архипелаг Кергелен (на френски: Îles Kerguelen). Архипелаг от 300 базалтови острова. Площ – 7215 км². Най-висока точка – 1850 м. (пл. Мон Рос). Дължина на бреговата ивица – 1232 км. Население – 103 жители. Главен град – Порт-о-Франсе (на френски: Port-aux-Français) е разположен в залива Морбиан. Координати – 49°21′ ю.ш.; 70°13′ и.д. Главният остров Гранд Тер има площ 6675 км², дължина – 150 км и широчина – 120 км. Климат – арктичен със силни ветрове и чести валежи. Дълбоки фиорди и ледници. Има изградени корабни стоянки, пристанище, станция за сателитно наблюдение и полигон за стрелба с ракети. Открити през 1772 г. от Ив-Жозеф дьо Кергелен Тремарек. Дава им името Южна Франция, но при второто си плаване до тях ги прекръства на Острови на отчаянието. Главният остров от архипелага е посетен от Джеймс Кук през 1776 г.

По-големи острови в състава на архипелага са: острови Нюажьоз, Ил дьо Кастри, Ил Лигю, Ил Ов, Ил Сен-Лан Грамон, Ил дю Пор, Ил виолет, Ил дьо л'Уест и Ил о Рен.
- Архипелаг Крозе (на френски: Îles Crozet). Група от шест по-големи необитаеми острова. Площ – 352 км². Най-висока точка – 1090 м. (пл. Мон Марион Дюфрен). Главен град – Порт Албер (о. Ил дьо ла Посесион). Анализът на магнитните аномалии на морското дъно показва, че платото Крозе (островите са негови върхове) се е формирало преди около 50 млн. години.

Климатът е арктичен със средна годишна температура – 5 °C. Температурата се колебае през лятото до 18 °C, а през зимата до – 5 °C. Годишните валежи достигат до 2000 мм, а дъждовните дни са 300 годишно. Вятър до 100 км/ч, ветровити дни до 100 годишно.
Островите се обитават от пингвини, тюлени, гризачи и множество видове птици. Колонията от пингвини наброява около 2 милиона птици. Архипелагът е обявен за природен резерват през 1938 г.
Островите са открити на 24 януари 1772 г. от френския изследовател Марк-Жозеф Марион дю Френ. Марион дю Френ открива първо Ил дьо ла Посесион и обявява архипелага за френско владение. Той го кръщава на втория си офицер Жул Крозе. В началото на 19 век архипелагът е посещаван често от ловци на тюлени и това води до почти пълното изчезване на големите дотогава колонии през 1835 г. Първоначално Франция администрира островите от колонията си Мадагаскар. От 1955 г. те стават част от Френските южоантарктически територии. През 1961 г. е построена научноизследователска станция, която по-късно е преместена в Порт Албер, на о. Ил дьо ла Посесион. Станцията носи името на първия ѝ ръководител Албер Форе. В нея се провеждат научни изследвания в областта на биологията, метеорологията, геологията и сеизмографията.
| N | Остров                                    | Площ км2 | Най-висока точка (м) | Връх              | Координати                               |
| - | ----------------------------------------- | -------- | -------------------- | ----------------- | ---------------------------------------- |
| 1 | Ил о Кошон (Свински остров)               | 67       | 826                  | Мон Ришар Фоа     | 46°06′ ю.ш.,50°14′ и.д.                  |
| 2 | Роше дьо ла мор (Мъртвите скали)          | 0        | 5                    |                   | 46°13′ ю.ш.,50°22′ и.д.                  |
| 3 | Ил де Пенгуен (Пингвиновият остров)       | 3        | 340                  | Мон дьо Маншот    | 46°27′ ю.ш.,50°23′ и.д.                  |
| 4 | Ило де-з-Апотр (Апостолските островчета)  | 2        | 289                  | Мон Пиер          | 45°58′ ю.ш.,50°27′ и.д.                  |
| 5 | Ил дьо ла Посесион (Владетелският остров) | 150      | 934                  | Пик дю Маскарен   | 46°24′ ю.ш.,51°46′ и.д.                  |
| 6 | Ил дьо л'Ест (Източният остров)           | 130      | 1090                 | Мон Марион Дюфрен | 46°26′ ю.ш.,52°18′ и.д.                  |
|   | Архипелаг Крозе                           | 352      | 1090                 | Мон Марион Дюфрен | 45°57' – 46°29' ю.ш. 50°10' – 52°19'и.д. |

Освен изброените по-горе острови архипелагът Крозе включва и следните по-малки групи:
- Западни острови (на френски: L'Occidental). Група от 4 малки острова на 94,5 км от Ил дьо ла Посесион.
- Островна група 2. Две морски канари на 10 км южно от Ил о Кошон.
- Островна група 4. Група от 14 много малки островчета, най-големият от които има площ от 1,2 км2.
- Източна група (на френски: L'Oriental). Скално образувание на 92 км от Ил де Пенгуен.
- Остров Амстердам (на френски: Île Amsterdam). Вулканичен остров. Площ – 55 км². Най-висока точка – 867 м. (пл. Мон дьо ла Див). Климат – умерен, средна месечна температура – 7 – 15 °C. Главен град – Мартин дьо Вивие (в миналото Ла Рош Годон). Първото поселище е основано през 1949 г. под името Камп Хюртен. Чести мъгли. Множество птичи колонии. Френско владение от 1893 г. Открит на 18 март 1522 г. от испанския мореплавател Хуан Себастиан де Елкано. Той не му е дал име. През 1633 г. холандският мореплавател Антоан ван Димен го кръщава Амстердам.
- Остров Сен Пол (на френски: Île Saint-Paul). Необитаем вулканичен остров. Отдалечен на 85 км южно от по-големия остров Амстердам. Площ – 21 км². Най-висока точка – 809 м. Климат – умерен, средна месечна температура – 7 – 15 °C. Множество птичи колонии. Френско владение от 1893 г. Открит през 1633 г. от холандски мореплаватели.
- Земя Адели (на френски: Terre Adélie). Ненаселена територия с площ 432 000 км², заедно с островите 439 781 км². Представлява част от крайбрежието на Антарктида, между точка 66°12'ю.ш.; 136°11'и.д. (на френски: Pourquoi Pas Point) и точка 66°48'ю.ш.; 142°02'и.д. (на френски: Point Alden). Има широчина 350 км и образува сектор, достигащ до Южния полюс. Граничи с Австралийската арктическа територия. Френският суверенитет над Земя Адели е суспендиран след подписването на Антарктическия договор от 1959 г. Има изградени две френски полярни станции, които се обитават целогодишно. Снабдяват се с провизии от Хобарт, Тасмания. Открита през 1837 г. от френския изследовател Жул Дюмонт Дюрвил. Името е дадено от него в чест на съпругата му Адели.
- Разпръснатите острови: група от острови в Индийския океан – Европа, Глориосо, Хуан де Нова, Тромелин и Басас да Индия. Нямат постоянно население и се управляват от префекта на Реюнион.

## Администрация
Френските южни и антарктически територии са френска отвъдморска територия (на френски: territoire d'outre-mer) на Франция от 1955 г. Първоначално са подчинени директно на френското правителство и за тях е отговарял главен пълномощник, подпомаган от генерален секретар. През декември 2004 г. администрацията е прехвърлена на о. Реюнион и се осъществява от префект. Териториите са разделени на четири окръга:
- - Окръг Амстердам и Сен Пол с главен град Мартин дьо Вивие (о. Амстердам).
  - Окръг Крозе с главен град Порт Албер (о. Ил дьо ла Посесион).
  - Окръг Кергелен с главен град Пор-о-Франсе.
  - Окръг Тера Адели с основна база Полярна станция „Дюмон Дюрвил“.
  - Окръг Разпръснати острови.

Всеки окръг се управлява от окръжен управител, който има законови права и задължения както обикновен френски кмет. Поради това, че всъщност и петте окръга нямат постоянно население, те нямат избирателни права и не могат да бъдат представени във френския парламент.

## Икономика
Френските южноатлантически територии са бедни на минерални ресурси. Икономическите дейности са ограничени до обслужването и поддръжката на метеорологическите и геопроучвателните станции и риболовните флотилии. Това осигурява годишен доход от около 18 милиона долара.